# Adriaan Hiele
Adriaan Leonardus Hiele (Utrecht, 19 januari 1941 – aldaar, 24 december 2022) was een Nederlandse spreker, columnist en publicist van artikelen en boeken over (persoonlijke) geldzaken.

## Leven en werk
Hiele was een geboren en getogen Utrechter. Hij groeide op als jongste van drie broers in de Utrechtse wijk Ondiep, waar zijn jeugd zich voornamelijk op het honkbalveld van UVV afspeelde. Net als zijn broers Kees en Wim speelde hij in het 1e honkbal team van UVV. Na zijn studie werkte Hiele lange tijd als zelfstandig organisatieadviseur en was hij onder andere betrokken bij de automatisering van de Optiebeurs. 
Sinds 1984 schreef hij boeken en columns over beleggen in opties en later over persoonlijke financiële geldzaken. Hij heeft ruim 22 jaar (1985–2007) een vaste column gehad in NRC Handelsblad onder de namen 'Optiebeurs' en 'Gezin in Zaken' en werd daarmee een van de bekendste critici van de financiële wereld. Hiele introduceerde het woord krapitalist in de Nederlandse taal in zijn column van 8 mei 1995; Van Krapitalist tot Kapitalist.
Samen met Willemijn Hiemstra richtte hij 'de Optielijn" op, een telefonische nieuws- en adviesdienst voor optiebeleggers. Verder was hij columnist van onder meer de Financiële Consument. Naast zijn boeken en columns werkte Hiele mee aan radio- en televisieprogramma’s, van onder meer BNR Nieuwsradio, TROS Radar, NOVA en VARA Radio Kassa.
Hiele was getrouwd en had een zoon en een dochter. 